# 过氧苯甲酸叔丁酯
过氧苯甲酸叔丁酯（TBPB）是一种有机化合物，化学式为C11H14O3。它可由苯甲酰氯和过氧化叔丁醇反应制得：
它和苯乙酮在碘催化下反应，可以得到2-苯甲酰氧基-1-苯基乙酮。它可用作聚合反应中的自由基引发剂。